# Piccole figlie di San Giuseppe (Pierrefonds)
Le Piccole Figlie di San Giuseppe (in francese Petites Filles de Saint-Joseph; sigla P.F.S.J.) sono un istituto religioso femminile di diritto pontificio.

## Storia
La congregazione fu fondata il 26 aprile 1857 a Montréal da Rose Dauth, sotto la direzione del sulpiziano Antoine Mercier e con il permesso del vescovo del luogo, Ignace Bourget.
L'istituto ricevette il pontificio decreto di lode l'8 marzo 1938 e le sue costituzioni ricevettero l'approvazione definitiva il 28 gennaio 1946.

## Attività e diffusione
Le suore si dedicano al lavoro in favore dei sacerdoti e dei seminaristi tramite la confezione di vesti e paramenti ecclesiastici, alla cura delle sagrestie e al servizio domestico nei seminari.
La sede generalizia è a Pierrefonds, presso Montréal.
Alla fine del 2015 l'istituto contava 15 religiose in una sola casa.